# 绝地求生全球锦标赛
绝地求生全球锦标赛（简称PGC），是以《绝地求生》为项目进行的世界性电子竞技赛事，首届赛事在2019年美国洛杉矶举办。共有来自全球9个赛区的32支绝地求生职业战队参与比赛。最终韩国战队Gen.G获得第一届PGC全球赛的冠军，欧洲赛区的FaZe战队获得亚军，中国大陆绝地求生冠军联赛（PCL）赛区的4AM战队获得季军。
2020年，PUBG公司计划引入全新的“绝地求生全球系列赛（PUBG Global Series，简称PGS）”以丰富PUBG电竞赛事体系。在2020年中，PUBG官方将举办四场高规格的官方世界赛。其中，三场PGS全球系列赛将落户全球主要城市，时间分别为4月、7月、10月，而在11月将举办PGC全球总决赛。每场比赛将有32支战队入围，奖金池也将继续开放众筹，2020年年度最高级别赛事依旧为PGC全球总决赛，前三场赛事除规模会向PGC看齐外，也将有PGC晋级名额产生。4月，德国柏林将成为首届PGS全球系列赛的举办地，全球各大PUBG电竞赛区也将于2月陆续开启地区预选。
2019年PGC全球总决赛积分排名前四的队伍（即Gen.G、FaZe、4AM、Entus F），将自动获得柏林PGS赛事的参赛资格。
受新型冠状病毒疫情影响，2020年2月10日，绝地求生官博发布公告，决定延期原定于4月进行的PGS全球系列赛-柏林站赛事。各大赛区预选赛，将根据各区情况或有变动。

## 歷年最終排名
| 年份   | 冠军      | 亚军      | 季军           | 殿军            |
| ------ | --------- | --------- | -------------- | --------------- |
| 2019年 | Gen.G     | FaZe Clan | Four Angry Men | OGN Entus Force |
| 2020年 |           |           |                |                 |
| 2021年 | New Happy | HEROIC    | Virtus.pro     | TSM FTX         |

## 2019年PGC賽事

### 赛制
对于锦标赛中的每个阶段，每天将进行6场比赛。

#### 小组赛
- 两个小组，每组16支队伍

- 每组进行6场比赛

- 每组前8名晋级半决赛

- 每组后8名进入淘汰赛

#### 淘汰赛
- 两个小组的后8名队伍

- 所有队伍进行6场比赛

- 小组赛阶段的积分将转移到淘汰赛

- 淘汰赛前8名晋级半决赛

- 淘汰赛后8名被淘汰

#### 半决赛
- 三个小组，每组8支队伍

- 每两个小组进行循环赛（A vs B、B vs C、C vs A）

- 每组总共进行12场比赛（每天6场，总共3天）

- 半决赛前16名队伍晋级总决赛

- 半决赛后8名队伍被淘汰

#### 总决赛
- 共16支队伍

- 进行12场比赛（每天6场）

### 席位分配
| 赛区                 | 席位数量 |
| -------------------- | -------- |
| 欧洲赛区（PEL）      | 4+2      |
| 韩国赛区（PKL）      | 4+2      |
| 北美赛区（NPL）      | 4+1      |
| 中国大陆赛区（PCL）  | 4        |
| 东南亚赛区（PSC）    | 3        |
| 港澳台赛区（PML）    | 2        |
| 日本赛区（PJS）      | 2        |
| 大洋洲赛区（ESL）    | 2        |
| 拉丁美洲赛区（LPPS） | 2        |

额外席位来源：
- FGS全球巅峰赛前三赛区各1席（Faceit Global Summit）：PKL1席，NPL1席，PEL1席

- GLL欧美赛冠军赛区1席（Global Loot League）：PEL1席

- PNC全明星赛（PUBG National Cup）：PKL1席

### 参赛队伍
| PEL： - FaZe Clan - Team Liquid - Natus Vincere - Team SoloMid - G2 Esports - CrowCrowd | PKL： - T1 - Gen.G Esports - OGN Entus Force - OGN Entus Ace - Afreecca Freecs Fatal - DeToNator.KOREA | NPL： - Tempo Storm - Lazarus - Genesis - Ghost Gaming - Team Envy - The Rumblers | PCL： - VC Gaming - Four Angry Men - Infantry - QM Gaming | PSC： - Armory Gaming - Sting Divine Esports PML： - Global Esports Xsset - ahq e-Sports Club PJS： - Rascal Jester - SunSister | ESL： - Vendetta - Athletico Esports LPPS： - Japish Japish - RED Canids |

注：
- 因选手年龄不满18岁，PML赛区Zadak战队参赛资格将进行延顺，延顺至第三名的Global Esports Xsset。
- PSC赛区Sky Gaming Daklak战队因签证问题无法参赛，NPL赛区The Rumblers战队进行递补。
- 最终席位变化：NPL赛区6席，PSC赛区2席。

## 2021年PGC賽事
預計將於2021年11月舉行，全球總計將有 32 支頂尖戰隊參與其中。

### 席位分配
| 赛区             | 席位数量 |
| ---------------- | -------- |
| 亞洲赛区（ASIA） | 12       |
| 歐洲赛区（EU）   | 8        |
| 北美赛区（NA）   | 6        |
| 亞太赛区（APAC） | 6        |